# Ruscus streptophyllus
Ruscus streptophyllus är en sparrisväxtart som beskrevs av Peter Frederick Yeo. Ruscus streptophyllus ingår i släktet Ruscus och familjen sparrisväxter. Inga underarter finns listade i Catalogue of Life.